# Groupe de Rio
 (août 2020).
Si vous disposez d'ouvrages ou d'articles de référence ou si vous connaissez des sites web de qualité traitant du thème abordé ici, merci de compléter l'article en donnant les références utiles à sa vérifiabilité et en les liant à la section « Notes et références ».
Le groupe de Rio est une organisation créée le 18 décembre 1986. Cette association vise à améliorer la coopération entre les différents pays d'Amérique latine.
Le groupe est une instance régionale informelle, son siège est à Asuncion au Paraguay. Le secrétariat est tenu à tour de rôle par l'un des membres.

## États membres
Le 13 novembre 2009, le ministère mexicain des Affaires étrangères annonce l'intégration de l'ile de Jamaïque comme 24e membre du groupe de Rio. Le groupe de Rio compte les 24 pays membres :
- Argentine
- Belize
- Brésil
- Bolivie
- Colombie
- Costa Rica
- Chili
- Cuba
- Équateur
- Guatemala
- Guyana
- Haïti
- Honduras
- Jamaïque
- Mexique
- Nicaragua
- Panama
- Paraguay
- Pérou
- Salvador
- Suriname
- Uruguay
- République dominicaine
- Venezuela

## Historique
Depuis la seconde moitié du XXe siècle, l’Amérique latine a connu de multiples tensions au niveau régional mais aussi international. On peut ici penser notamment aux différents coups d’État comme le Brésil en 1964 ou la Bolivie en 1970, mais aussi à des conflits internationaux tels que la crise de Cuba. Cette instabilité chronique du continent sud-américain est à lier avec l’influence des États-Unis d'Amérique dans cette région du globe durant les années de guerre froide.
L’envie de proposer une alternative à l’Organisation des États américains, mais surtout la volonté d’enrayer la propagation des tensions en Amérique centrale, vont être à la base d’une coopération entre différents pays de l’Amérique du Sud. La Colombie, Le Mexique, le Venezuela, le Panama vont ainsi créer le « groupe de Contadora », puis ce groupe va être rejoint par le groupe d’appui composé de l’Argentine, le Brésil, le Pérou et l’Uruguay. Ces deux groupes vont finalement fusionner en 1986 pour donner naissance au groupe de Rio. C'est la signature de la déclaration de Rio le 18 décembre 1986 qui marque officiellement sa création.
En 1990, Bolivie, Chili, Équateur et Paraguay rejoignent le groupe, ainsi qu'un représentant de la Communauté caribéenne et un autre de l'Amérique centrale. En 1999, Costa Rica, Guatemala, Honduras, Nicaragua, République dominicaine et Salvador deviennent membres. En 2008, Cuba, Guyana et Haïti rejoignent le groupe.

## Structure interne du groupe de Rio
Au fil des années, le groupe de Rio s’est élargi. En 1990, la Bolivie, le Chili, l’Équateur et le Paraguay intègrent le groupe. Puis en 2000 c’est au tour du Costa Rica, du Salvador, du Guatemala, du Honduras, du Nicaragua et de la République dominicaine. En 2005, le Belize intègre à son tour le groupe de Rio, suivi de près par la Guyana et Haïti en mars 2008 et enfin Cuba en novembre 2008. Le groupe de Rio est un mécanisme permanent de consultation et de concertation politique sur différents thèmes qui affectent et intéressent les pays membres (ex : développement de la démocratie, droit de l’homme, développement économique…).
Le groupe de Rio ne dispose pas de secrétariat ou d’organe permanent. Il s’organise autour d’une présidence tournante chaque année entre les différents pays membres. Le pays présidant accueille alors la réunion annuelle.

## Le groupe de Rio: un interlocuteur régional et international

### Interlocuteur régional
Une des missions majeures du groupe de Rio est d’améliorer les relations entre ses pays membres. C’est pourquoi le groupe traite de différents sujets visant à développer ces relations en réglant les conflits mais aussi à développer l’économie de la région. Les thèmes abordés sont principalement la démocratie, le multilatéralisme, les finances, le développement durable et les catastrophes naturelles.
Pour illustrer ce rôle d’interlocuteur régional nous prenons ici comme exemple le sommet de Turkeyen. Celui-ci s’appuyait essentiellement sur six thèmes principaux : la situation en Haïti, lutte contre la faim et la pauvreté, développement de l’éducation, le droit des personnes handicapées et la protection sociale, la situation sur les îles Malouines et la solidarité avec la Bolivie.

### Interlocuteur international
Le groupe de Rio joue aussi un rôle au niveau international. Il donne son avis sur différents événements qui se déroulent dans le monde et entretient des relations avec d’autres entités comme l’Union européenne. Nous avons étudié à titre d’exemple la déclaration de Prague du 13 mai 2009 qui a réuni UE et groupe de Rio. Lors de cette déclaration deux sujets principaux ont été traités : les sources d’énergie renouvelables dans un premier temps, et le rétablissement de la stabilité financière et la croissance de l’économie mondiale dans un second temps.

## Bilan

### La réussite
Les relations sont pérennes depuis la création du groupe de Rio. En effet, de nouveaux pays ont intégré au fil du temps le groupe sans heurts. Le meilleur exemple est la dernière intégration, celle de Cuba, qui prouve que le groupe de Rio est aujourd’hui sur la bonne voie pour représenter un jour toute l’Amérique du Sud, l’Amérique centrale et l’ensemble des Caraïbes. Cette intégration prouve aussi que l’influence américaine tend à diminuer. Les relations stables et régulières avec l’UE prouvent aussi la réussite du groupe de Rio.

### Les limites
On peut mettre en avant deux grandes limites au fonctionnement du groupe de Rio. La première est évidemment l’inexistence d’institutionnalisation ; en effet il n’y a pas de secrétariat ni d’organes permanents, pas de budgets communs… L’autre grande limite est le paradoxe qu’il existe entre les résolutions prises par le groupe de Rio et le comportement des différents pays membres. Le groupe prône la démocratie, les droits de l’homme, mais on constate l’exploitation des ouvriers brésiliens dans les champs de cannes à sucre. L’asymétrie des économies des États membres peut aussi créer des divergences d’opinion sur les décisions à prendre pour le groupe. Enfin, un des fondements du groupe de Rio est d’instaurer la paix en Amérique du Sud et on peut se poser la question de son efficacité face au coup d’État au Honduras.
Le groupe de Rio, de par son développement avec ses nouveaux membres et la multiplication de ses relations à l’international avec notamment l’UE, a acquis aujourd’hui un poids plus important sur la scène internationale. L’influence américaine tend à disparaître et on constate que des pays comme l’Argentine, le Brésil et le Mexique font maintenant partie du G20 et ce en partie grâce à la stabilité régionale instaurée par le groupe de Rio.
Néanmoins, le groupe de Rio a de nombreux points négatifs. Il a toujours du mal à régler les problèmes récurrents à l’Amérique du Sud que sont la drogue, la corruption, le respect des droits de l’Homme ou encore la coutume du « golpe de estado ».